# الهدیاه
ال-هدیاه یک منطقهٔ مسکونی در یمن است که در استان حضرموت واقع شده‌است.